# Reiterstein von Hornhausen

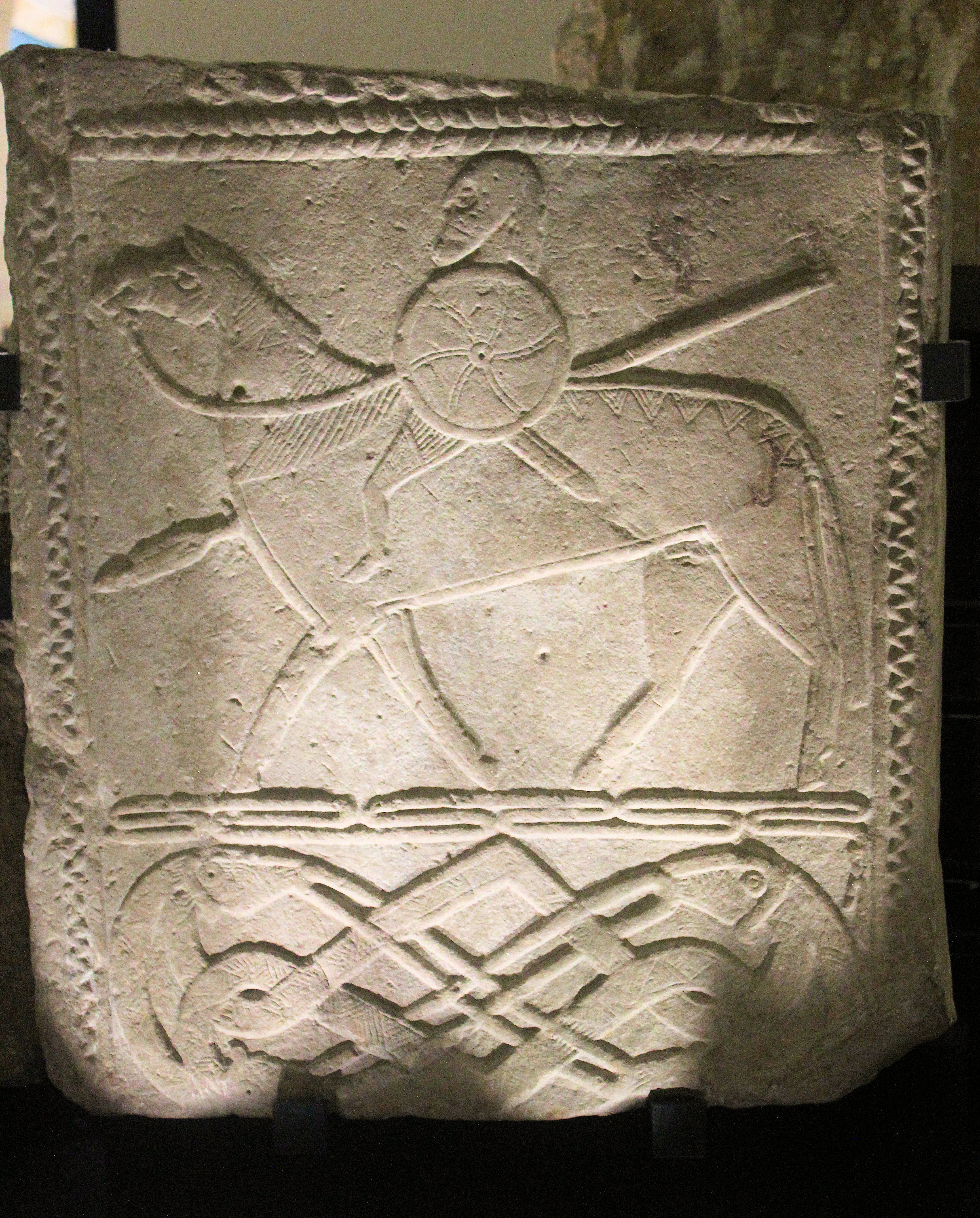
Der Reiterstein von Hornhausen im Landesmuseum für Vorgeschichte in Halle (Saale)

Wappen des Landkreises Börde mit dem Reiter von Hornhausen

Der Reiterstein von Hornhausen oder Hornhäuser Reiterstein ist eine Steinplatte mit der bildlichen Darstellung eines Reiters, die auf das 7. Jahrhundert datiert wird. Das Original befindet sich im Besitz des Landesamts für Denkmalpflege und Archäologie Sachsen-Anhalt in Halle (Saale), eine Kopie wurde in die Südwand des Turmes der Hornhäuser St.-Stephani-Kirche eingelassen. Der Reiterstein weist stilistisch und motivisch in den nordgermanischen Bereich, so dass man darauf schließt, in ihm den Grabstein eines Sachsen zu erblicken, der von den Franken 531 im Nordthüringgau zwischen Bode und Ohre angesiedelt wurde.
Die als Scherenschnitt stilisierte Darstellung des Hornhäuser Reiters dient dem Landesamt für Denkmalpflege und Archäologie als Logo. Der zum 1. Juli 2007 gegründete Landkreis Börde wählte ebenfalls den Hornhäuser Reiter zu seiner Wappenfigur.

## Entdeckung
Der Reiterstein von Hornhausen wurde 1874 beim Pflügen eines Ackergrundstücks in der Nähe des Ortes gefunden. Die Finder der Steinplatte, die Bauern Friedrich und Christoph Dietrich, nutzten den Stein als Eingangsplatte zu ihrem Kuhstall. Erst 1912 erfuhr die Fachwelt von diesem Bildstein, und das Museum Halle begann 1913 mit systematischen Grabungen. In deren Verlauf wurden in den Jahren 1923–1925 insgesamt 63 Gräber entdeckt. Ab 2013 wurden weitere Gräber gefunden.

## Beschreibung

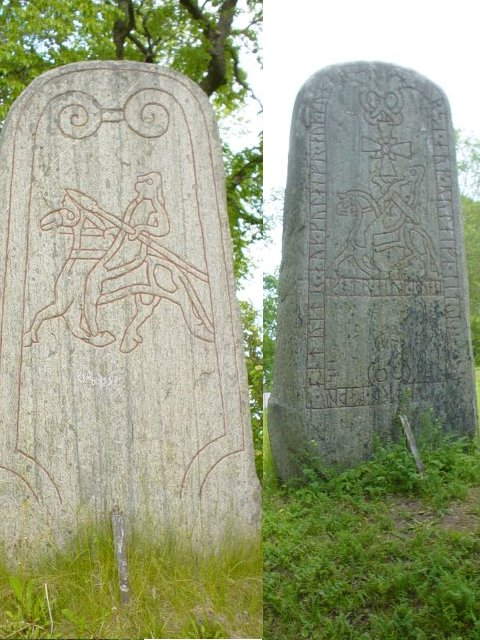
Stein von Skokloster; das schwedische Gegenstück

Die Reliefplatte aus Sandstein (Breite 66 cm, Höhe noch 78 cm, ursprünglich ca. 108 cm) stellt vermutlich einen sächsischen Krieger des 7. Jahrhunderts dar. Im Mittelfeld ist der Reiter mit Helm, Schild, Schwert und Flügellanze dargestellt. Darunter ist eine Schlange mäanderartig angeordnet, über die das Pferd hinwegschreitet. Darunter sind wiederum zwei verflochtene Tiere dargestellt. Über dem Reiter befindet sich ein waagerechtes Flechtband, wie es vor allem gotländische Bildsteine zeigen.
Der Stein als Reiterdarstellung hat Parallelen auf den viel älteren Runensteinen von Möjbro, einem der Runensteine der Ålum Kirke, dem Runenstein U 855 von „Balingsta prästgård“ und dem Runenstein von Skokloster im schwedischen Uppland (siehe Bild). Aber während der thüringische Reiter einen Schild mit einer Wirbelraddarstellung trägt (die eigentlich für den Norden typisch ist), hat der uppländische Reiter gar keinen und der ältere einen unverzierten Schild.
Der Reiterstein von Hornhausen soll Teil einer Altarschranke gewesen sein, doch der dargestellte Krieger, der die gut belegte wodanische bzw. heidnische Doppelschlangen-Chiffre überreitet, steht in Tradition eines Bildmotivs, wie es auf den Runensteinen von Skokloster und Möjbro im schwedischen Uppland und auf dänischen Goldbrakteaten (z. B. Nær Køge-C) vorkommt, ebenso wie auf Pressblech-Zierbildern der Brillenhelme aus der Vendelzeit (650–800 n. Chr.). Unmöglich ist, nach frühchristlicher Sitte, dass rein heidnische Motive vor dem Altar ihren Platz fanden. Dafür war oftmals im Bildwerk des Tympanon Raum gegeben und zuweilen bei den Taufsteinreliefs, um dem Täufling zu demonstrieren, wem er abzuschwören hatte.

## Verwendung als Wappen
Der Landkreis Börde verwendet diesen Reiterstein in seinem Wappen. Die Familie von Rockhausen führt ein Wappen, das im Motiv dem Schild des Reiters entspricht und vermutet deshalb in diesem einen frühen fränkischen Vorfahren. Auch im Wappen von Adenstedt im Landkreis Peine steht – leicht abgewandelt – der Reiter von Hornhausen seit 1954 im Schild. Dort steht er für den germanischen Göttervater Wotan, bzw. Odin, der in einer alten Sage von Adenstedt eine Rolle spielt. Die Sage bezieht sich auf die Hügelgräber im Adenstedter Lah.

## Filme
- Die Bildsteine von Hornhausen | Museum exklusiv. Landesmuseum für Vorgeschichte Halle. In: YouTube. 1. September 2022, abgerufen am 1. September 2022.